# 오마르 압디라시드 알리 샤르마르케

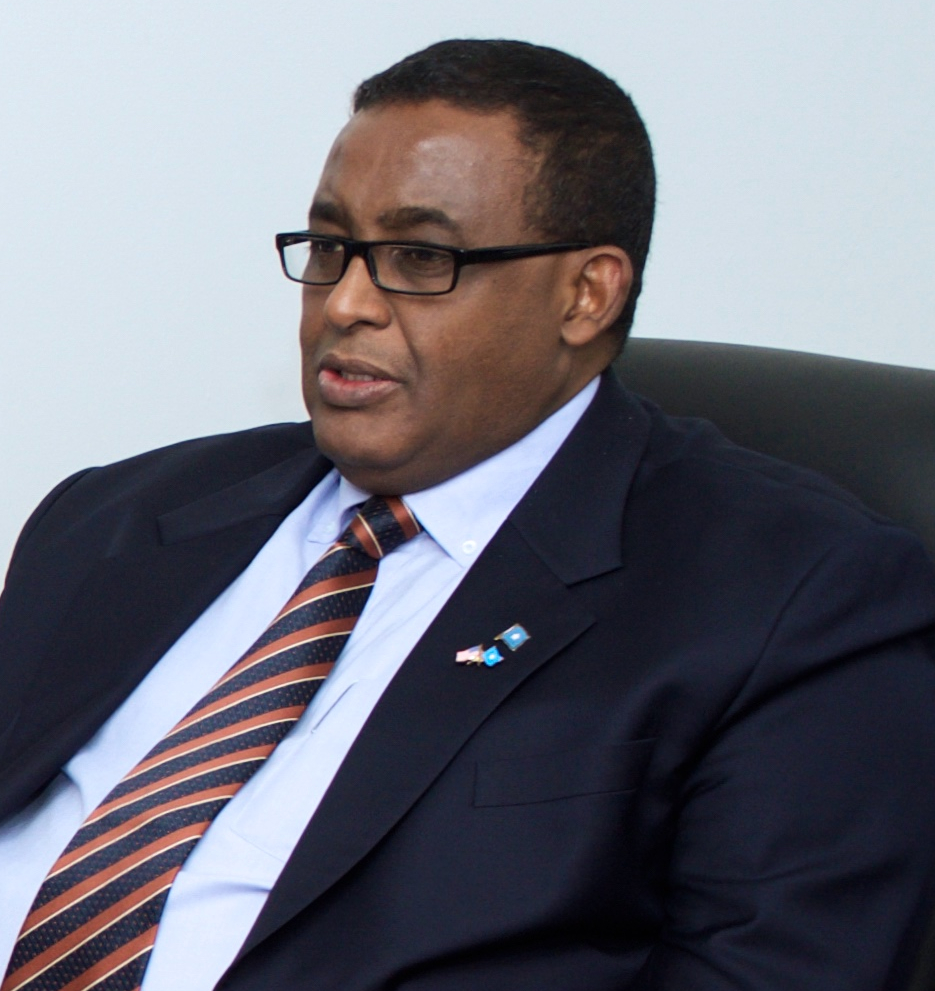
오마르 압디라시드 알리 샤르마르케

오마르 압디라시드 알리 샤르마르케(1961년 4월 25일 모가디슈 ~ , 소말리어: Cumar Cabdirashiid Cali Sharmaarke, 아랍어: عمر عبد الرشيد علي شرماركي)는 소말리아의 외교관이자 정치인이다.
소말리아의 제2대 대통령을 역임한 압디라시드 알리 샤르마르케의 아들이다. 캐나다 오타와에 위치한 칼턴 대학교에서 정치학과와 정치경제학을 전공했다. 2009년 2월 14일부터 2010년 9월 21일까지 소말리아의 총리를 역임하였으며 2014년 12월 24일 총리로 다시 선출되2017년 3월까지 총리직을 역임했다.